# Жордан II (князь Капуанський)
Жордан II (*бл.1080—†19 грудня 1127) — нормандський граф Аверський (1120—1127), князь Капуанський (1120—1127).
Третій син князя Жордана I та його дружини Гайтельгріми. Як наймолодший з братів він не сподівався отримати престол і воював у складі війська свого дядька графа Сицилійського Рожера I, був васалом свого двоюрідного брата герцога Апулійського Рожера Борси, отримавши від нього у володіння Ночеру, де побудував величний замок.
Після смерті свого брата Роберта I, Жордан став регентом його неповнолітнього сина Річарда III, який невдовзі помер. Жордан спадкував престол, його правління нічим особливим не відзначилось.